# Lonchophylla hesperia
Lonchophylla hesperia is een vleermuis uit de familie Phyllostomidae. De soort komt voor in Zuid-Amerika, met name Ecuador en Peru. De soort wordt bedreigd door habitatverlies.
Lonchophylla bokermanni · Lonchophylla chocoana · Lonchophylla concava · Lonchophylla dekeyseri · Lonchophylla fornicata · Lonchophylla handleyi · Lonchophylla hesperia · Lonchophylla inexpectata · Lonchophylla mordax · Lonchophylla orcesi · Lonchophylla orienticollina · Lonchophylla peracchii · Lonchophylla robusta